# Museum Pegau

Museum Pegau

Das Museum der Stadt Pegau wurde 1899 gegründet und ist damit das älteste Heimatmuseum West-Sachsens.  Den Grundstock dafür legten die Stadtverwaltung, die Kirche und die Bürgerschaft mit ihren umfangreichen Schenkungen. Es befindet sich mit 560 m² Ausstellungsfläche in zwei Ebenen im Dachgeschoss des Rathauses Pegau. Seit 1994 ist es mit dem gänzlich neuen Konzept wieder eröffnet. Die Exposition ist nach modernen musealen Gesichtspunkten gestaltet und besticht durch das Ambiente des nahezu dreihundertfünfzig Jahre alten Dachstuhls des Rathauses.

Hochrad im Museum Pegau

Zwei Dauerausstellungen sind zu sehen:
Die erste, die volkskundliche Exposition "Rundgang durch das Leben der alten Pegauer" macht mit dem Lebenslauf unserer Altvorderen von der Wiege über alle Freuden und Leiden des Lebens bis zur Bahre vertraut.
Die zweite, die historische Zeitschiene "Mammute, Mönche, Macher" schlägt einen Bogen der Geschichte von den Tundren der Eiszeit über die ersten dauerhaft ansässigen Ackerbauern und Viehzüchter, die Benediktinermönche des ersten Klosters östlich der Saale im Markenland und das Werden der Stadt, ihre Schicksalsschläge und Höhepunkte bis hin zu den großen Machern an der Schwelle des letzten Jahrhunderts.
Zudem finden in jedem Jahr Sonderausstellungen statt.
Vor der Tür des Museums beginnt eine steile Treppe zum Aufstieg auf den Rathausturm, an dem Werk der Turmuhr vorbei, bis man in dreißig Meter Höhe auf einen Umgang hinaus tritt, wo man von einem bemerkenswerten Rundblick über die Stadt und den Leipziger Südraum überrascht wird. Früher stellte der Wohnbereich in der Turmspitze den Arbeitsbereich des Türmers dar, welcher über die Stadt wachte und Brände meldete.
Dem Museum angegliedert ist das technische Denkmal Ziegelei Erbs.